# Jacob Christian Schäffer

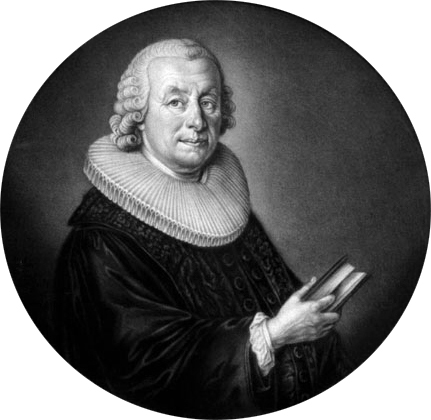
Jacob Christian Schäffer.

Jacob Christian Schäffer, född 31 maj 1718 i Querfurt, död 5 januari 1790 i Regensburg, var en tysk präst och mykolog.
Schäffer var präst och blev slutligen superintendent i Regensburg. På 1750-talet föreslog han att man borde försöka tillverka papper av sågspån, något som ej gav något resultat. Han var en av de första, som noggrant undersökte och avbildade en större mängd av de högre svamparna, främst genom sitt stora arbete Fungorum qui in Bavaria et Palatinatu circa Ratisbonam nascuntur icones (1–4, 330 färglagda tavlor, 1762–1774). Detta verk kommenteras och förklaras i Christiaan Hendrik Persoons "Commentarius" (1800).
Auktorsnamnet Schaeff. kan användas för Jacob Christian Schäffer i samband med ett vetenskapligt namn inom botaniken; se Wikipediaartiklar som länkar till auktorsnamnet.